# Вайтомо
Печера Вайто́мо — роздільна система печер поблизу однойменного селища, яка є основним туристичним об'єктом на Північному острові Новій Зеландії, за 12 км на північний захід від Те Куіті. Сама громада Печери Вайтомо дуже маленька, хоча в селі також багато тимчасових службовців. Слово Вайтомо походить з мови Маорі, де вай означає вода і томо означає долін або свердловина; також це перекладається як вода, що проходить через отвір. Печери утворюються в олігоценовому вапняку.

## Туризм

### Рання історія
Вапняковий ландшафт району Вайтомо став центром туризму з 1900 року. Спочатку проходили експедиційні екскурсії, керовані місцевими Маорі, але пізніше великі ділянки земель біля Печери Вайтомо перейшли під владу Корони і з 1904 року стали керованими як (відносно приємний) туристичний атракціон. У довіднику 1915 року було сказано: «До цього місця можна дістатись залізницею, яка прямує до Хангатікі, а звідти — 6 кілометрів автобусом вздовж гарної дороги».

### Сучасні дні
Сьогодні ряд великих і малих компаній спеціалізується на проведенні туристів через печери як і в легкодоступних місцях із сотнями туристів за годину в час пік, так і в місцях екстремальних видів спорту, таких як повзання в печерних системах, які бачать тільки кілька туристів щодня. Відвідування печер Вайтомо стало 14 пунктом у списку «Kiwi must-do's» під час опитування проведеного Автомобільною Асоціацією Нової Зеландії серед більш ніж 20000 автолюбителів, опублікованим у 2007 році, а в 2004 році в печеру відвідало близько 400 000 відвідувачів.

### Основні печери

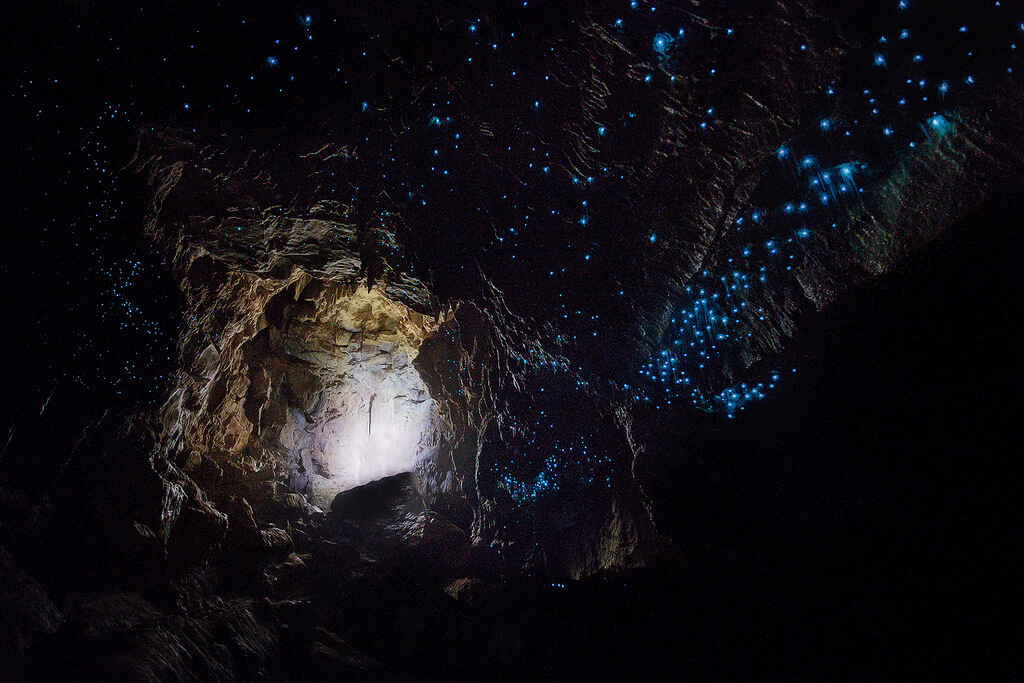
Печери всередині

Основні печери в цьому районі — печери Вайтомо Глоуворм, Печера Руакурі, Печера Арануї та Гурт Гарднера. Вони відрізняються своєю сталагмітовою і сталактитовою системами, а також наявністю світлових черв'яків
.

## Алеї
Стежка Вайтомо проходить через долину Вайтомо Стрім (притока річки Вайпа) за 3.3 км від села до мальовничого заповідника Руакурі. У заповіднику Алея Руакурі веде через короткі печери до природного мосту Руакурі.
Те Арароа проходить через Алею Вайтомо. Розділ від гори Піронгія приєднується до Алеї Вайтомо, щоб увійти до села. Розділ 17,5 км до Те Куіті проходить через підвісний міст через річку Мангапу і через ліс Пехітава Ханікатеа.